# Capela do Mártir São Sebastião (Trevões)
A Capela do Mártir São Sebastião situa-se no lugar da Devesa em Trevões.
Esta é a capela mais antiga, datada dos séculos XV e XVI para confirmar a sua antiguidade podemos destacar o portal em arco levemente quebrado, os poiais que correm nas paredes laterais do corpo da capela, estes elementos são raros na arquitectura portuguesa. No seu recheio destaca-se um elegante púlpito de granito de 1611, e a imagem de São Sebastião, em pedra calcaria, já muito repintada, cujos elementos iconográficos permitem datar do século XVI.